# Jaehyun (chanteur)
Pour le membre du groupe BOYNEXTDOOR, voir Myung Jae-hyun.
Jeong Yun-o né le 14 février 1997 à Séoul, est un chanteur et danseur sud-coréen.

## Biographie
Il est surtout connu en tant que membre du groupe sud-coréen NCT et de ses sous-unités NCT 127 et NCT DoJaeJung. Jaehyun est reconnu comme l'un des polyvalents de NCT pour sa voix de baryton unique et ses compétences en rap et en danse.
Introduit pour la première fois en décembre 2013 en tant que stagiaire dans l'équipe de pré-début recrues SM, il a fait ses débuts en avril 2016 en tant que membre de l'unité de rotation NCT U et en tant que membre de l'unité fixe NCT 127 basée à Séoul en juillet 2016. Il a ensuite rejoint l'unité fixe NCT DoJaeJung en avril 2023. NCT est considéré comme l'un des groupes K-pop les plus réussis, tant au niveau national qu'international, vendant plus de 28 millions de disques en seulement sept ans,,.
Jaehyun a sorti sa première chanson solo "Forever Only" en août 2022, dans le cadre du projet SM Station de NCT Lab. Outre la musique, il a également animé l'émission de radio  NCT Night Night  de mars 2017 à janvier 2019 et l'émission de télévision Inkigayo d'octobre 2019 à février 2021. Il a ensuite fait ses débuts en tant qu'acteur. avec un rôle principal dans la série télévisée de romance universitaire Dear. M en 2022, et il est sur le point de faire ses débuts au cinéma dans le thriller mystérieux You Will Die In 6 Hours. Depuis juin 2022, Jaehyun est ambassadeur mondial de la marque de luxe italienne Prada; il est considéré comme l'un des ambassadeurs de la mode les plus influents de Corée du Sud,.